# Shanghai no Kaze
Singles de Yūko Nakazawa
Junjō Kōshinkyoku
(1999) Kuyashi Namida Porori
(2001)
 Shanghai no Kaze  (上海の風) est le quatrième single en solo de Yūko Nakazawa. 

## Présentation
Le single sort le 12 juillet 2000 au Japon sous le label zetima, alors que Yūko Nakazawa fait encore partie du groupe Morning Musume en parallèle. Il sort plus d'un an après son précédent single, Junjō Kōshinkyoku, et c'est son premier disque solo à ne plus être composé et produit par le chanteur Takao Horiuchi dans le genre enka, mais par le producteur et compositeur du groupe, Tsunku, dans un genre plus pop ; ce single conserve toutefois des accents plus traditionnels.
Il atteint la 18e place du classement de l'Oricon. Il se vend à 25 120 exemplaires la première semaine, et reste classé pendant six semaines, pour un total de 52 560 exemplaires vendus. La chanson-titre figurera d'abord sur la compilation Together! -Tanpopo, Petit, Mini, Yūko- de 2001, puis sur le deuxième album solo de la chanteuse, Dai Nishō ~Tsuyogari~, qui ne sortira que quatre ans en plus tard en 2004 ; elle figurera aussi sur sa compilation Legend de 2008.

## Liste des titres
1. Shanghai no Kaze (上海の風?)
2. Ame yo (雨よ?)
3. Shanghai no Kaze (Original Karaoke) (上海の風 (オリジナル ・カラオケ)?)
4. Ame yo (Original Karaoke) (雨よ (オリジナル ・カラオケ)?)